# 에티엔 루이 불레
에티엔 루이 불레(Étienne-Louis Boullée, 1728년 2월 12일 - 1799년 2월 4일)는 프랑스의 신고전주의 건축가이다.